# Hugues II de Charpigny
Hugues II de Charpigny, mort avant 1316, est un noble d'origine inconnue, bien que probablement français. Il devient le troisième baron de Vostitza en 1295 après l'assassinat de son père Guy de Charpigny, à qui il succède.
Le nom de son épouse est inconnu, mais il a au moins une fille, qui épouse Dreux de Charny. Tous deux lui succéderont à la tête de la baronnie après sa mort qui survient avant 1316.